# Zware bedrijfswagen
Zware bedrijfswagen of large goods vehicle (LGV) is de formele duiding van goederenvoertuigen met een maximale massa groter dan 3,5 ton in de Europese Unie. De categorie N2 is tot 12.000 kg, de categorie N3 groter dan 12.000 kg.
Europese emissiestandaard voor large goods vehicles
| Emissiestandaard | Datum     | CO (g/kWh) | NOx (g/kWh) | HC (g/kWh) | PM (g/kWh) |
| ---------------- | --------- | ---------- | ----------- | ---------- | ---------- |
| Euro 0           | 1988-1992 | 12,30      | 15,8        | 2,60       | -          |
| Euro I           | 1992-1995 | 4,90       | 9,00        | 1,23       | 0,40       |
| Euro II          | 1995-1999 | 4,00       | 7,00        | 1,10       | 0,15       |
| Euro III         | 1999-2005 | 2,10       | 5,00        | 0,66       | 0,10       |
| Euro IV          | 2005-2008 | 1,50       | 3,50        | 0,46       | 0,02       |
| Euro V           | 2008-2012 | 1,50       | 2,00        | 0,46       | 0,02       |
| Euro VI          |           |            |             |            |            |

| Emissiestandaard | Datum     | CO (g/kWh) | NOx (g/kWh) | HC (g/kWh) | PM (g/kWh) |
| ---------------- | --------- | ---------- | ----------- | ---------- | ---------- |
| Euro 0           | 1988-1992 | 11,20      | 14,40       | 2,40       | -          |
| Euro I           | 1992-1995 | 4,50       | 8,00        | 1,10       | 0,36       |
| Euro II          | 1995-1999 | 4,00       | 7,00        | 1,10       | 0,15       |

## Europese richtlijnenenverordeningen
- 88/77/EEC
- 96/1/EC
- 91/542/EEC
- 1999/96/EC
- 2001/27/EC
- 2024/1610